# Makua
Makua, również Makhuwa – afrykańska grupa etniczna zamieszkująca głównie północny Mozambik i południową Tanzanię (region Mtwara). Posługuje się językiem makua z grupy bantu. Populację ludów Makua szacuje się na ok. 8,6 miliona osób (2017). Zajmują się głównie rolnictwem, pasterstwem i rybołówstwem. Są największą grupą etniczną w Mozambiku (27% ludności), skoncentrowaną głównie na północ od rzeki Zambezi.